# Arnold Origi
Arnold Origi   (Nairobi, 15 de novembre de 1983), nom complet Arnold Otieno Origi, és un exfutbolista kenyià de la dècada de 2000.
Fou internacional amb la selecció de futbol de Kenya.
Pel que fa a clubs, destacà a la seva estada a Noruega a clubs com Moss i Lillestrøm.
El seu oncle és Mike Origi i el seu pare Austin Oduor Origi, ambdós futbolistes internacionals. És cosí de Divock Origi.